# Orthoplectinae
Orthoplectinae es una subfamilia de foraminíferos bentónicos de la Familia Cassidulinidae, de la Superfamilia Cassidulinoidea, del Suborden Buliminina y del Orden Buliminida. Su rango cronoestratigráfico abarca el Holoceno.

## Discusión
Clasificaciones previas incluían Orthoplectinae en el Suborden Rotaliina y/o Orden Rotaliida.

## Clasificación
Orthoplectinae incluye al siguiente género:
- Orthoplecta